# Ana Casares
Ana Casares (Ivano-Frankivs'k, 23 dicembre 1930 – Buenos Aires, 13 marzo 2007) è stata un'attrice polacca naturalizzata argentina.

## Filmografia parziale
Cinema
- Demasiado jóvenes, regia di Leopoldo Torres Ríos (1958)
- Le 4 verità (Les quatre vérités), registi vari (1962)
- El diablo en vacaciones, regia di José María Elorrieta (1963)
- Due mafiosi nel Far West, regia di Giorgio Simonelli (1964)
- 7 donne per i MacGregor, regia di Frank Giraldi (1967)
- Sharaz (La esclava del paraíso), regia di José María Elorrieta (1969)
- Rote Lippen, Sadisterotica, regia di Jesús Franco (1969)
- Küss mich, Monster, regia di Jesús Franco (1969)
- El pibe Cabeza, regia di Leopoldo Torre Nilsson (1975)

Televisione
- Una luz en la ciudad (1971)
- Trampa para un soñador (1980)
- Me caso con vos (1981)
- Barracas al sur (1981)
- Juan sin nombre (1982)